# Ostrov Ernsta Thälmanna
Ostrov Ernsta Thälmanna (španělsky Cayo Ernesto Thaelmann, původním jménem Cayo Blanco del Sur, německy Ernst-Thälmann-Insel) je 15 kilometrů dlouhý a 500 metrů široký neobydlený ostrov u pobřeží Kuby asi 25 kilometrů od zátoky Sviní.
Při příležitosti státní návštěvy NDR v červnu 1972 daroval kubánský vůdce Fidel Castro údajně ostrov NDR a přejmenoval jej po německém komunistickém vůdci Ernstu Thälmannovi.
Po znovusjednocení Německa v roce 1990 vláda Spolkové republiky Německo neuplatnila na ostrov žádné územní nároky a darování NDR je považováno za pouze symbolické.